# Grünbauchamazilie
Die Grünbauchamazilie oder Grünstirnamazilie (Saucerottia viridigaster, Syn.: Amazilia viridigaster) ist eine Vogelart aus der Familie der Kolibris (Trochilidae). Die Art hat ein großes Verbreitungsgebiet, das die südamerikanischen Länder Venezuela und Kolumbien umfasst. Der Bestand wird von der IUCN als „nicht gefährdet“ (least concern) eingeschätzt.

## Merkmale
Die Grünbauchamazilie erreicht bei einem Körpergewicht von lediglich ca. 3,8 g eine Körperlänge von etwa 8,9 bis 9,4 cm, wobei der gerade Schnabel 1,8 cm lang ist. Der Unterschnabel ist überwiegend blassrosa. Die Oberseite glänzt weitgehend grün, geht aber im hinteren Rückenbereich, an Bürzel und Oberschwanzdecken ins eher bräunliche Gelbbraun über. Die Unterseite schimmert grün. Die Unterschwanzdecken sind zimtfarben. Der leicht gegabelte Schwanz ist kupferfarben violett, wirkt aber in freier Natur schwärzlich.

## Verhalten
Wie viele Amazilien-Arten sind Grünbauchamazilien sehr kampflustig und territorial. Meist sind sie bei der Futtersuche alleine unterwegs und fliegen kleinere Gebiete mit niederen Sträuchern, Weinreben oder Kräutern an Straßenrändern an. Gelegentlich sammeln sie gemeinsam mit anderen Kolibris an kleineren blühenden Bäumen wie Inga, Korallenbäumen (Erythrina) oder die zu den Wollbaumgewächsen gehörende Gattung Quararibea. Hierbei verhalten sie sich eher aggressiv.

## Lautäußerungen
Der Gesang klingt anmutig und ist fast eine Kopie des Gesangs der Kupferbürzelamazilie (Saucerottia tobaci (Gmelin, 1788)). Der Ruf klingt wie ein hohes dünnes wehendes di-de-tit, wobei sich der letzte Ton deutlich höher anhört. Diese Töne werden gelegentlich mehrere Male in schneller Abfolge wiederholt. Diesen Gesang trällern sie in zahlreichen Varianten.

## Fortpflanzung
Melbourne Armstrong Carriker beobachtete im Oktober 1947 nahe Cúcuta fünf Grünbauchamazilien in Brutstimmung. Im Zeitraum von Dezember 1962 bis Januar 1963 entdeckte Pater Antonio Olivares Celis (1917–1975) in den östlichen Anden des Departamento de Boyacá sechs Nester der Grünbauchamazilie.

## Unterarten
Es sind sechs Unterarten bekannt:

Verbreitungsgebiet der Grünbauchamazilie

- Saucerottia viridigaster viridigaster (Bourcier, 1843)[5] – Die Nominatform ist im nördlichen zentralen Kolumbien verbreitet.
- Saucerottia viridigaster iodura (Reichenbach, 1854)[6] – Diese Subspezies kommt im Westen Venezuelas vor.

Früher wurde die Kupferschwanzamazilie als Unterart der Grünbauchamazilie geführt.

## Etymologie und Forschungsgeschichte
Jules Bourcier beschrieb die Grünbauchamazilie unter dem Namen Trochilus viridigaster. Das Typusexemplar stammte aus Fusagasugá im damaligen Vizekönigreich Neugranada. 1850 führte Charles Lucien Jules Laurent Bonaparte die neue Gattung Saucerottia u. a. für die Grünamazilie (Saucerottia saucerottei (Delattre & Bourcier, 1846)) ein. Dieser Name wurde zu Ehren von Antoine Constant Saucerotte (1805–1884), einem Arzt und Hobbyornithologen aus Lunéville vergeben. Das Artepitheton viridigaster setzt sich aus den lateinischen Wörtern viridis für „grün“ und gaster für „Bauch“ zusammen. Iodura ist ein griechisches Wortgebilde aus ἰοειδής ioeidḗs für „violettfarben“ und -οὐρός, οὐρά -ourós, ourá für „-schwänzig, Schwanz“.